# Боривоје Илић
Боривоје Илић (Струмица, 25. март 1918 — Београд, 4. децембар 1987) био је српски композитор, диригент, аранжер, дугогодишњи музички уредник Радио Београда.

## Биографија
Рођен је 1918. године у Струмици од оца Димитрија, учитеља и мајке Анете, учитељице. Композицију, дириговање и наставнички одсек завршио је на Музичкој академији у Београду (М. Живковић). Посветио се раду у Радио Београду. Компоновао је претежно вокална дела, као и обраде народних мелодија. Био је уметнички руководилац и диригент хора КУД АБРАШЕВИЋ Београд 1965—1966. године. Уметнички је обрадио, вредно, предано сакупљао народне и градске песме, као и народна кола.
Најпознатије музичке обраде Боривоја Илића су: "ТЕШКОТО", мушка игра из Лазаропоља, "ТРОЈНО", чобанско надигравање, Источна Србија, "ГО ПРАТИЛЕ ДЕДО", игре из Скопске Црне Горе, "ИГРЕ ИЗ ТИМОЧКЕ КРАЈИНЕ", које се налазе на редовном репертоару Ансамбла Коло, затим "ИГРЕ СРПСКОГ ЖИВЉА САРАЈЕВСКОГ ПОЉА", "ИГРЕ ИЗ ОКОЛИНЕ ПИРОТА" и "ИГРЕ ПЕШТЕРСКЕ ВИСОРАВНИ", које се налазе на редовном репертоару АКУД Медицинског факултета "Мика Митровић - Јарац".
Радио је аранжмане и композиције за ненадмашну, "златну" генерацију певача и музичара, којој су припадали: Василија Радојчић, Душица Стефановић, Лепа Лукић, Мерима Његомир, Нада Мамула, Радојка Живковић, Цуне Гојковић, Станиша Стошић, Тозовац и многи други.
Као један од оснивача Драгачевског сабора трубача у Гучи, дао је велики музички допринос заједно са музичким прегаоцима тог доба: Миодраг Васиљевић , Драгољуб Јовашевић, Драгослав Девић, Живојин Здравковић, за шта Бора Илић добија награду: “ЗЛАТНА ТРУБА - ДРАГАЧЕВСКИ САБОР ТРУБАЧА ГУЧА” 1970. године.

## Награде
- 1968. - Награда „САВЕЗ КУД БЕОГРАДА"
- 1970. - Награда „ЗЛАТНА ТРУБА - ДРАГАЧЕВСКИ САБОР ТРУБАЧА ГУЧА”
- 1973. - Награда „X ФЕСТИВАЛ МУЗИЧКИХ ДРУШТАВА ВОЈВОДИНЕ РУМА"
- 1972. - Награда „СТО ГОДИНА МУЗИЧКОГ ЖИВОТА РУМА"
- 1974. - Награда жирија за песму „XII БЕОГРАДСКИ САБОР I ВЕЧЕ"
- 1976. - Радио телевизија Београд „50 ГОДИНА РАДИО ДИФУЗИЈЕ У ЈУГОСЛАВИЈИ"
- 19xx. - Награда уметничком директору „XV БЕОГРАДСКИ САБОР"
- 19xx. - Награда „ЈУГОСЛОВЕНСКИ СУСРЕТИ АМАТЕРА АБРАШЕВИЋ У ВАЉЕВУ"
- 1980. - Награда „АБРАШЕВИЋ БЕОГРАД"

## Дискографија
- 1960. - Песме и игре народа Југославије - из Србије, Македоније, Босне и са Косова - ПГП РТБ
- 1969. - Нада Мамула - Свака мајка која ћерку има - ПГП РТБ
- 1972. - Радојка Живковић - 40 година рада Радојке Живковић на Радио-Београду (1932—1972) - ПГП РТБ
- 1972. - Душица Стефановић - Једно је живот, друго су снови - Југотон
- 1972. - Lepa Лукић - Ој, месече, звездо сјајна - ПГП РТБ
- 1973. - Василија Радојчић - Бреза мала гране њише - ПГП РТБ
- 1973. - Мирослав Илић - Ој, Мораво, зелена доламо - ПГП РТБ
- 1974. - Lepa Лукић - Сине, сине мој - ПГП РТБ
- 1975. - Lepa Лукић - Ој месече, звездо сјајна - ПГП РТБ
- 1975. - Даница Обренић - Кад би само знао - ПГП РТБ
- 1978. - Предраг Гојковић Цуне - Моја виолина - ПГП РТБ
- 1980. - Исмет Крцић - Ој, Свијетла, Мајска Зоро - Југотон
- 1981. - Мерима Његомир - Где сте моји срећни дани - Југотон
- 1982. - Гордана Стојићевић - Тражим мало мира - Југодиск
- 1982. - Јордан Николић - Разгранала грана јоргована - ПГП РТБ
- 1983. - Душица Обрадовић - Зар ти не каже песма стара - Југодиск
- 1984. - Гордана Стојићевић - Наздравимо, пријатељи - Југодиск
- 1984. - Нина Спирова - Македонски бисери - Југотон
- 1985. - Гордана Стојићевић - Није љубав чаша вина - Југодиск
- 1986. - Lepa Лукић - Кад би знала да ме сањаш - ПГП РТБ
- 1987. - Гордана Стојићевић - Загрли ме и опрости - Југодиск
- 198x. - Павле Стефановић - Играли се врани коњи - ПГП РТБ
- 1991. - Мира Косовка - Веро моја - Југодиск
- 1998. - Зафир Хаџиманов - Свирај свирче док зора не сване - ПГП РТС